# Великий Вильнюсский сейм

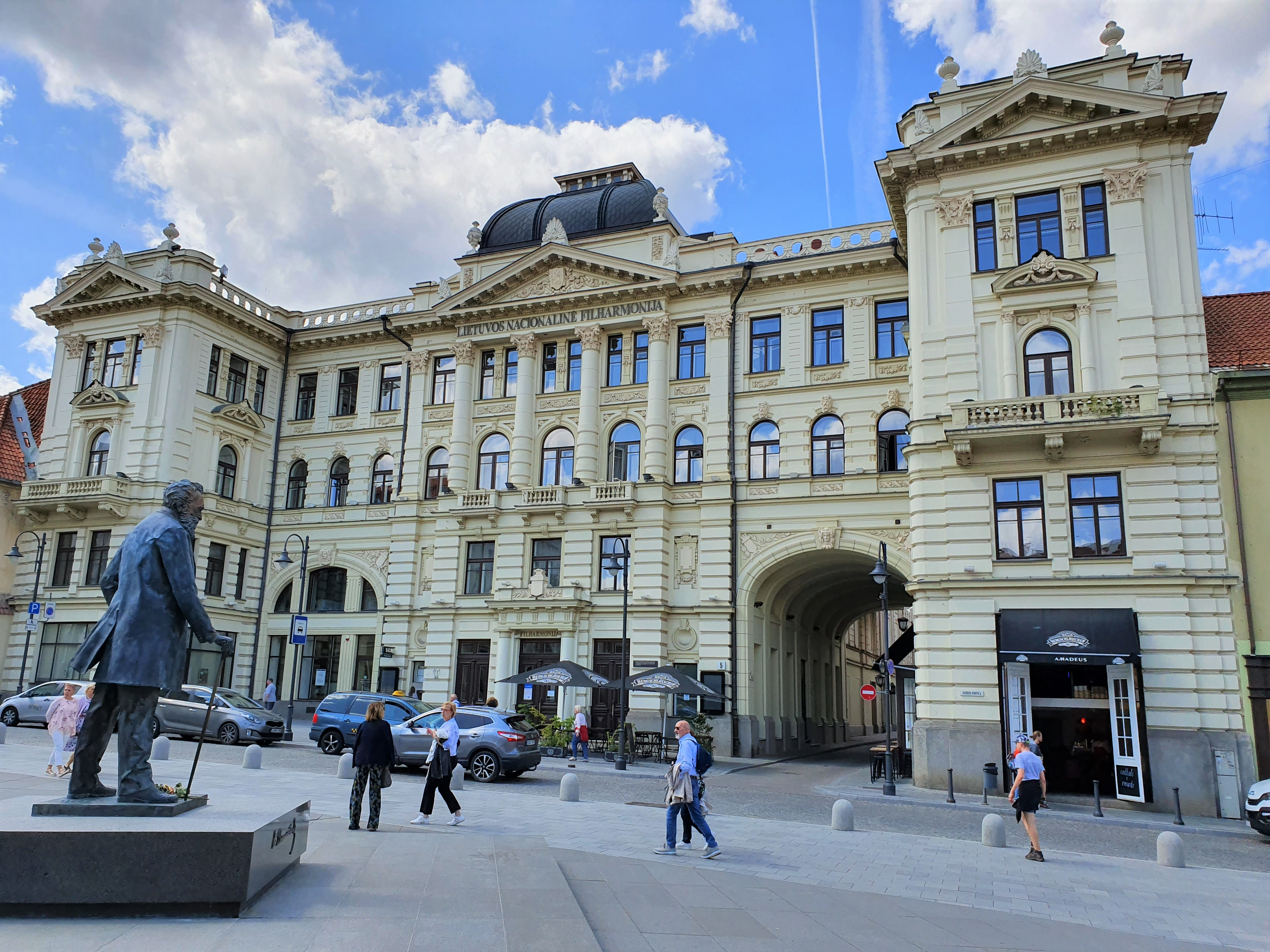
Здание Городского зала (Национальная филармония)

Вели́кий Ви́льнюсский сейм (лит. Didysis Vilniaus Seimas) — съезд литовцев, который состоялся 4—5 декабря 1905 года в Вильне. Важный этап литовского национального движения.

## Организация

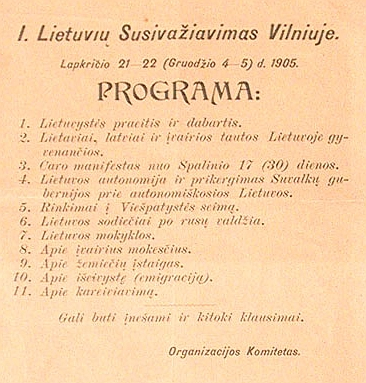
Повестка дня Сейма

Литовский съезд готовился и проводился в обстановке роста национальных движений и Революции 1905 года в России. Идея съезда, который послужил бы политической консолидации литовского народа, родилась в литовских кружках Вильны. Избранный организационный комитет принял "Воззвание к литовскому народу" (лит. «atsišaukimas į lietuvių tautą»), в котором сформулировал политическую программу съезда и призвал направить на него представителей от каждой волости и прихода. Съезд получил название «Литовского сейма» или «Вильнюсского сейма».
Организационный комитет 5 (18) ноября 1905 утвердил меморандум председателю Совета министров России графу С. Ю. Витте с призывом предоставить Литве автономию. Меморандум был зарегистрирован 9 (22) ноября 1905 года в канцелярии Совета министров.

## Работа

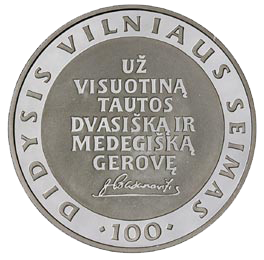
Памятная монета 50 литов к 100-летию Великого Вильнюсского сейма (2005)

Съезд работал 21—22 ноября (4—5 декабря) 1905 года в Городском зале в Вильне (ныне Национальная филармония Литвы) на Остробрамской улице 5 (сейчас улица Аушрос варту 5). В нём приняло участие ок. 2 тыс. литовцев со всей Российской империи. Преобладали крестьяне, но участвовали также священники, помещики, представители интеллигенции.
Председателем съезда был один из его инициаторов и организаторов Йонас Басанавичюс. Была принята резолюция с требованием предоставить Литве в её этнографических границах политическую автономию с сеймом (представительным органом) в Вильне, демократически избираемым (всеобщими, равными, прямыми и тайными выборами, с правом голоса независимо от пола, национальности и вероисповедания). Подчёркивалась необходимость объединения всех литовских политических сил и сотрудничества с другими национальными движениями. Съезд подчеркнул также важность пропаганды национального просвещения и литовского языка. Была принята резолюция об употреблении литовского языка в костёлах Виленской епархии. Решения съезда были опубликованы в газете «Вильняус жинёс».

## Значение
Власти пошли на некоторые уступки в области школьного образования. Некоторые активные исполнители решений съезда, начавшие игнорировать органы власти и российские законы, были репрессированы (тюремное заключение, ссылка) или вынуждены эмигрировать.
Великий Вильнюсский сейм оценивается как первый важный эпизод в формировании современной литовской нации, её национально-государственном развитии, в движении к восстановлению литовской государственности. Считается главным событием литовской истории после восстания 1863 года.

## Память
К 100-летию Великого Вильнюсского Сейма в 2005 году выпущена памятная монета в 50 литов. Автор графического проекта монеты является художник Альбертас Гурскас, автор гипсовых моделей — художник Ритас Йонас Белявичюс.